# Peixe tropical

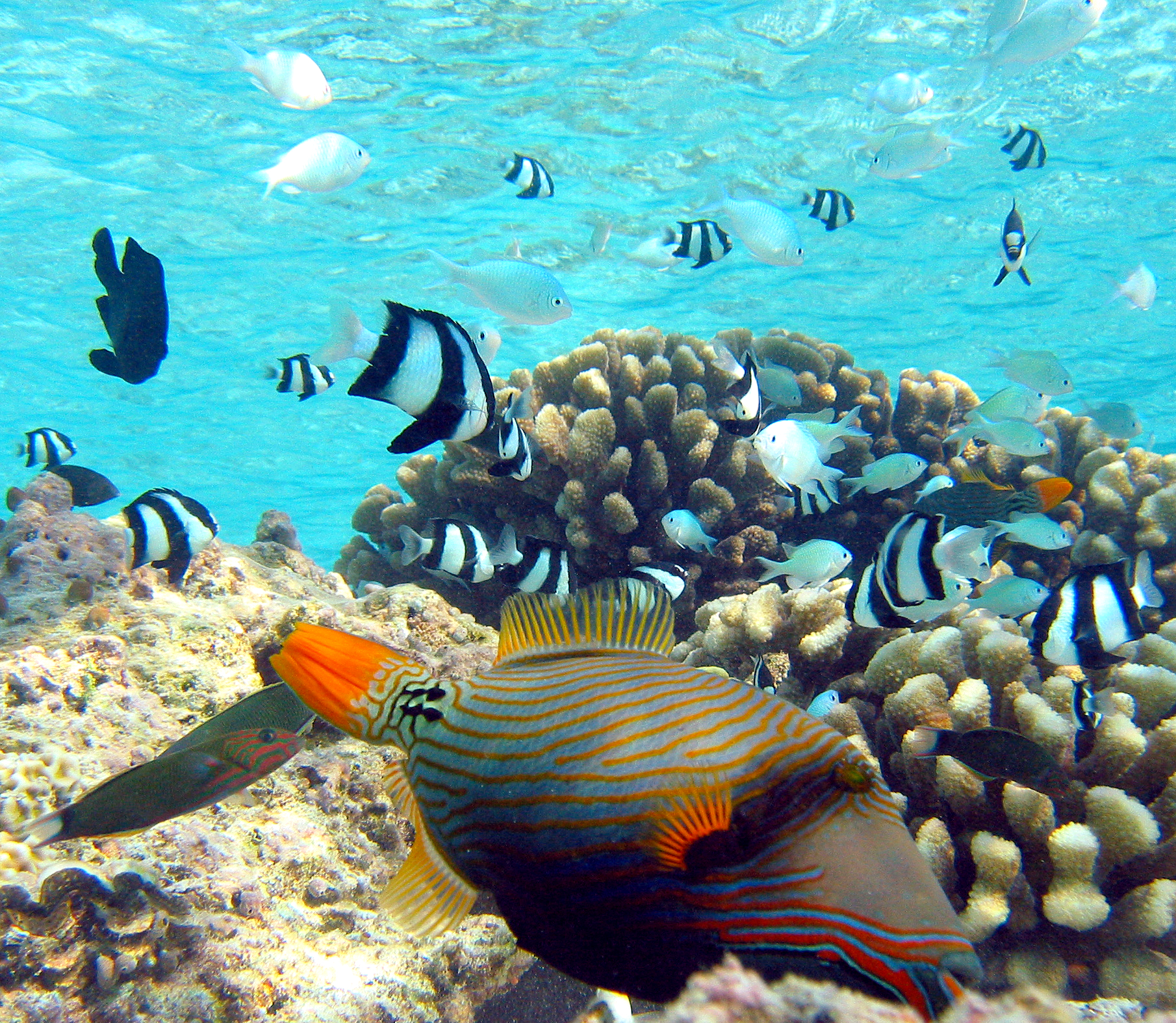
Muitos peixes tropicais são peixes de recifes de corais

Peixes tropicais são geralmente as espécies de peixes que são encontradas ecossistemas aquáticos tropicais em todo o mundo. Os aquaristas costumam manter peixes tropicais em aquários de água doce e salgada. O termo "peixes tropicais" não é um grupo taxonômico, mas sim um termo geral para peixes encontrados em tais ambientes, especialmente aqueles mantidos em aquários.

## Aquário
Peixe tropical é um termo comumente usado para se referir a peixes mantidos em aquários aquecidos. Os peixes tropicais de água doce são mais frequentemente mantidos do que os peixes tropicais de água salgada devido à disponibilidade comum de fontes de água doce, como a água da torneira, enquanto a água salgada não está normalmente disponível e tem de ser recriada utilizando água doce com adições de sal marinho. A água salgada deve ser monitorada para manter a salinidade correta devido aos efeitos da evaporação. Aquários tropicais de água doce podem ser mantidos simplesmente completando com água doce. Os peixes tropicais são escolhas populares para aquários devido à sua coloração frequentemente brilhante, que normalmente deriva de células pigmentadas e células iridescentes.

## Água doce
A maioria dos peixes que são vendidos como peixes tropicais geralmente são espécies de água doce. A maioria das espécies disponíveis são frequentemente criadas em pisciculturas localizadas no Extremo Oriente e na Flórida, nos Estados Unidos, onde as temperaturas tropicais tornam a produção comercial mais viável. A produção em massa de peixes tropicais em fazendas levou à disponibilização de muitos peixes baratos para os aquaristas. Os peixes tropicais de água doce são o grupo de peixes mais popular devido ao baixo preço e à facilidade de manutenção em aquários. Algumas espécies são difíceis de reproduzir em cativeiro e por isso ainda são provenientes da natureza. Estas espécies são geralmente mais caras.

## Água salgada
Os peixes marinhos que são vendidos como peixes tropicais geralmente são provenientes da natureza, comumente dos recifes de coral ao redor do mundo. Isto ocorre porque apenas algumas espécies de peixes marinhos foram criadas com sucesso em cativeiro com alguma regularidade. O preço dos peixes marinhos, juntamente com a dificuldade em mantê-los vivos nos aquários, torna-os uma escolha menos popular para os aquaristas. No entanto, devido às cores, padrões e comportamento mais vivos dos peixes marinhos em relação aos peixes de água doce, eles ainda são razoavelmente populares. Os avanços na tecnologia de filtração e o aumento do conhecimento disponível sobre como manter os peixes marinhos, bem como o número crescente de espécies criadas em aquários, estão a registar um aumento gradual na sua popularidade.